# Nicola Labanca
Nicola Labanca (Firenze, 9 luglio 1957) è uno storico italiano.

## Biografia
Laureatosi nel febbraio 1984 presso la Facoltà di Lettere e Filosofia dell'Università degli Studi di Firenze, nel 1985 è borsista della Fondazione Luigi Einaudi di Torino e nel 1990 ottiene la qualifica di cultore della materia di storia militare presso il Dipartimento di studi storici della Facoltà di Scienze Politiche dell'Università degli Studi di Padova. Nel 2002 iniziò la sua carriera di professore associato di storia contemporanea presso la Facoltà di Lettere e Filosofia dell'Università degli Studi di Siena, che porta avanti assieme alla sua opera di ricerca storica soprattutto legata all'espansione coloniale italiana in Africa e il rapporto fra guerra, forze armate e società nell'Italia otto-novecentesca, che lo hanno portato a pubblicare alcuni volumi di grande rilevanza storiografica. Tra le sue maggiori pubblicazioni possiamo ricordare Oltremare. Storia dell'espansione coloniale italiana, che ha ricevuto il "Premio Cherasco storia", La guerra italo-austriaca (1915-1918) e La guerra italiana per la Libia. 1911-1931.

## Opere
- Il generale Cesare Ricotti e la politica militare italiana (1884-1887), Roma, USSME, 1986.
- Fra sterminio e sfruttamento. Militari internati e prigionieri di guerra nella Germania nazista (1939-1945) (a cura di), Firenze, Le Lettere, 1992.
- In marcia verso Adua, Biblioteca di cultura storica, Torino, Einaudi, 1993, ISBN 978-88-061-2912-5.
- Caporetto. Storia di una disfatta, Firenze, Giunti-Castermann, 1997.
- La memoria del ritorno. Il rimpatrio degli Internati militari italiani (1945-1946) (a cura di), Firenze, Giuntina, 2000.
- Posti al sole. Diari e memorie di vita e di lavoro dall'Africa italiana, Museo storico italiano della guerra di Rovereto, 2001.
- L'istituzione militare in Italia. Politica e società, Unicopli, 2002, ISBN 978-88-400-0755-7.
- Oltremare. Storia dell’espansione coloniale italiana, Bologna, Il Mulino, 2002; 2007.
- Una guerra per l’impero. Memorie dei combattenti della campagna d'Etiopia 1935-36, Biblioteca Storica, Bologna, Il Mulino, 2005, ISBN 978-88-151-0808-1.
- Guerre contemporanee. Dal 1945 ad oggi, Firenze, Giunti, 2008, ISBN 978-88-090-4520-0.
- Storia illustrata delle armi da fuoco. Dall'archibugio alle bombe intelligenti invenzioni e tecnologie che hanno cambiato l'arte della guerra, Firenze, Giunti, 2009, ISBN 978-88-090-6018-0.
- La guerra italiana per la Libia. 1911-1931, Biblioteca storica, Bologna, Il Mulino, 2012, ISBN 978-88-152-4084-2.
- La guerra d'Etiopia. 1935-1941, Collana Le vie della civiltà, Bologna, Il Mulino, 2015, ISBN 978-88-152-5718-5.
- Caporetto. Storia e memoria di una disfatta, Biblioteca storica, Bologna, Il Mulino, 2017, ISBN 978-88-152-7397-0.
- Ferruccio Parri e le Italie del Novecento, Viella, 2021, ISBN 978-88-331-3442-0.

Per una lista completa, vedi: qui